# Dmitriy Reiherd
Dmitriy Reiherd (Öskemen, 8 gennaio 1989) è uno sciatore freestyle kazako, specialista nelle gobbe.

## Biografia
In Coppa del Mondo ha esordito il 18 febbraio 2015 a Sauze d'Oulx-Jouvenceaux (43ª).
Nel 2006 debutta ai Giochi olimpici di Torino concludendo in trentatreesima posizione mentre quattro anni dopo, a Vancouver, si piazzò per la seconda volta fuori dai primi dieci, finendo in diciottesima piazza.
Nel 2012 ha partecipato alle Olimpiadi di Sochi qualificandosi per la finale e classificandosi quinto nella gara di gobbe.
Nel 2018 ha preso parte ai XXIII Giochi olimpici invernali a Pyeongchang venendo eliminato nel secondo turno della finale e classificandosi ottavo nella gara di gobbe.

## Palmarès

### Coppa del Mondo
- Miglior piazzamento in classifica generale: 5ª nel 2017.
- 12 podi:
  - 2 vittorie;
  - 6 secondi posti;
  - 4 terzi posti.

#### Coppa del Mondo - vittorie
| Data            | Luogo       | Paese       | Disciplina |
| --------------- | ----------- | ----------- | ---------- |
| 8 marzo 2008    | Åre         | Svezia      | DM         |
| 13 gennaio 2017 | Lake Placid | Stati Uniti | MO         |

Legenda:

MO = gobbe

DM = gobbe in parallelo

### Mondiali juniores
- 1 podio:
  - 1 oro (gobbe in parallelo a Airolo 2007).

## Universiadi
- 3 medaglie:
  - 2 ori (gobbe e gobbe in parallelo ad Almaty 2017);
  - 1 argento (gobbe a Sierra Nevada 2015).